# Cymbidium sanderae
Cymbidium sanderae là một loài thực vật có hoa trong họ Lan. Loài này được (Rolfe) P.J.Cribb & Du Puy mô tả khoa học đầu tiên năm 1988.